# خوما بابكر
خوما الحجي بابكر (بالفرنسية: Khouma El Hadji Babacar)‏ وهو لاعب كُرة قدم سنغالي في مركز الهجوم ولد في يوم 17 مارس 1993 في مدينة ثييس في السنغال وهو يلعب حالياً مع نادي فيورينتينا كما سبق له اللعب مع نادي رايل ونادي بيسكارا ونادي بادوفا ونادي مودينا ولعب مع راسينغ سانتاندر في إسبانيا.

## روابط خارجية
- خوما بابكر على موقع الاتحاد الأوربي (الإنجليزية)
- خوما بابكر على موقع اتحاد تركيا (لاعب) (الإنجليزية)
- خوما بابكر على موقع قاعدة بيانات كرة القدم.إي يو (الإنجليزية)
- خوما بابكر على موقع ناشيونال فوتبول تيمز (الإنجليزية)
- خوما بابكر على موقع Soccerway.com (الإنجليزية)
- خوما بابكر على موقع عالم كرة القدم.نت (الإنجليزية)
- خوما بابكر على موقع AS.com (الإسبانية)